# 冶金街道 (武汉市)
冶金街道，是中华人民共和国湖北省武汉市青山区下辖的一个乡镇级行政单位。因辖区北部有冶金大道而得名。1965年，从蒋家墩（现红钢城街道）辖区划出部分区域设立冶金街道，因地处冶金大道两侧而得名。1980年11月，冶金街道分成两个街道，新组建冶金南街道，因辖区在冶金大道南侧而得名。1981年9月，因原冶金街驻地老地名为新沟桥，将原冶金街道更名为新沟桥街道，同时将原冶金南街道更名为冶金街道。

## 行政区划
冶金街道下辖以下地区：
名流社区、科技苑社区、南干渠社区、欣城社区、悦达社区、通达社区、楠姆社区、现代花园社区、碧苑花园社区。